# Europamästerskapen i rodd 2021
Europamästerskapen i rodd 2021 hölls mellan den 9 och 11 april 2021 i Varese i Italien. Det var den 78:e upplagan av europamästerskapen i rodd.
Det var andra gången EM i rodd arrangerades i Varese (tidigare 2012).

## Medaljörer
Medaljörerna från A-finalerna listas här. Sex båtar tävlade i finalerna efter att ha kvalificerat sig genom försöksheat, återkval och semifinaler. Banans längd var 2 000 meter i alla lopp.

### Herrar
| Gren                     | Guld | Guld    | Silver | Silver  | Brons | Brons   |
| Singelsculler (M1x)      | Oliver Zeidler Tyskland | 6.48,86 | Sverri Sandberg Nielsen Danmark | 6.49,97 | Natan Węgrzycki-Szymczyk Polen | 6.51,85 |
| Dubbelsculler (M2x)      | Frankrike Hugo Boucheron Matthieu Androdias | 6.12,41 | Nederländerna Melvin Twellaar Stef Broenink | 6.14,66 | Storbritannien John Collins Graeme Thomas | 6.14,77 |
| Scullerfyra (M4x)        | Italien Simone Venier Andrea Panizza Luca Rambaldi Giacomo Gentili                                                                                | 5.41,09 | Nederländerna Dirk Uittenbogaard Abe Wiersma Tone Wieten Koen Metsemakers                                                                                  | 5.42,56 | Estland Jüri-Mikk Udam Allar Raja Tõnu Endrekson Kaspar Taimsoo                                                                                        | 5.45,44 |
| Tvåa utan styrman (M2–)  | Kroatien Martin Sinković Valent Sinković | 6.23,37 | Italien Matteo Lodo Giuseppe Vicino | 6.24,72 | Serbien Martin Mačković Miloš Vasić | 6.25,58 |
| Fyra utan styrman (M4–)  | Storbritannien Oliver Cook Matthew Rossiter Rory Gibbs Sholto Carnegie                                                                            | 5.56,49 | Rumänien Mihăiță Țigănescu Mugurel Semciuc Ștefan Berariu Cosmin Pascari                                                                                   | 5.58,34 | Italien Marco Di Costanzo Giovanni Abagnale Bruno Rosetti Matteo Castaldo                                                                              | 5.59,42 |
| Åtta med styrman (M8+)   | Storbritannien Josh Bugajski Jacob Dawson Thomas George Moe Sbihi Charles Elwes Oliver Wynne-Griffith James Rudkin Thomas Ford Henry Fieldman (c) | 5.30,86 | Rumänien Alexandru Chioseaua Florin Lehaci Constantin Radu Sergiu Bejan Vlad Dragoș Aicoboae Constantin Adam Florin Arteni Ciprian Huc Adrian Munteanu (c) | 5.31,42 | Nederländerna Bjorn van den Ende Ruben Knab Jasper Tissen Simon van Dorp Maarten Hurkmans Bram Schwarz Mechiel Versluis Robert Lücken Eline Berger (c) | 5.32,25 |
| Lättvikt                 | |         | |         | |         |
| Singelsculler (LM1x)     | Péter Galambos Ungern | 7.01,52 | Gabriel Soares Italien | 7.03,63 | Artur Mikołajczewski Polen | 7.03,83 |
| Dubbelsculler (LM2x)     | Irland Fintan McCarthy Paul O'Donovan | 6.18,14 | Tyskland Jonathan Rommelmann Jason Osborne | 6.19,94 | Italien Stefano Oppo Pietro Ruta | 6.21,05 |
| Scullerfyra (LM4x)       | Italien Martino Goretti Antonio Vicino Patrick Rocek Niels Torre                                                                                  | 5.52,06 | Frankrike Benjamin David Baptiste Savaete Victor Marcelot Ferdinand Ludwig                                                                                 | 5.52,08 | Nederländerna Koen van Brussel Vincent Goris Lay de Jong Ward van Zeijl                                                                                | 6.01,62 |
| Tvåa utan styrman (LM2–) | Ungern Bence Szabó Kálmán Furkó | 6.48,48 | Italien Simone Mantegazza Simone Fasoli | 6.57,57 | Moldavien Serghei Abramov Dmitrii Zincenco | 7.18,45 |
| Pararodd                 | |         | |         | |         |
| Singelsculler (PR1 M1x)  | Roman Poljanskyj Ukraina | 9.22,58 | Benjamin Pritchard Storbritannien | 9.34,06 | Marcus Klemp Tyskland | 9.48,27 |

### Damer
| Gren                    | Guld | Guld     | Silver | Silver   | Brons | Brons    |
| Singelsculler (W1x)     | Anna Prakaten Ryssland | 7.29,76  | Victoria Thornley Storbritannien | 7.36,17  | Jeannine Gmelin Schweiz | 7.37,10  |
| Dubbelsculler (W2x)     | Rumänien Nicoleta-Ancuţa Bodnar Simona Radiș | 6.49,84  | Litauen Donata Karalienė Milda Valčiukaitė | 6.53,33  | Storbritannien Holly Nixon Saskia Budgett | 6.55,13  |
| Scullerfyra (W4x)       | Nederländerna Laila Youssifou Inge Janssen Olivia van Rooijen Nicole Beukers                                                                                   | 6.22,82  | Storbritannien Mathilda Hodgkins-Byrne Hannah Scott Charlotte Hodgkins-Byrne Lucy Glover                                                                           | 6.23,24  | Tyskland Daniela Schultze Carlotta Nwajide Frieda Hämmerling Franziska Kampmann                                                                                           | 6.25,20  |
| Tvåa utan styrman (W2–) | Storbritannien Helen Glover Polly Swann | 7.02,73  | Rumänien Adriana Ailincăi Iuliana Buhuș | 7.03,02  | Spanien Aina Cid Virginia Díaz | 7.03,75  |
| Fyra utan styrman (W4–) | Nederländerna Ellen Hogerwerf Karolien Florijn Ymkje Clevering Veronique Meester                                                                               | 6.27,51  | Irland Aifric Keogh Eimear Lambe Fiona Murtagh Emily Hegarty | 6.27,96  | Storbritannien Rowan McKellar Harriet Taylor Karen Bennett Rebecca Shorten                                                                                                | 6.31,27  |
| Åtta med styrman (W8+)  | Rumänien Maria-Magdalena Rusu Viviana Bejinariu Georgiana Dedu Maria Tivodariu Ioana Vrînceanu Amalia Bereș Mădălina Bereș Denisa Tîlvescu Daniela Druncea (c) | 6.06,67  | Nederländerna Elsbeth Beeres Nika Vos Dieuwertje den Besten Marloes Oldenburg Hermijntje Drenth Tinka Offereins Aletta Jorritsma Karien Robbers Dieuwke Fetter (c) | 6.09,98  | Ryssland Elena Daniliuk Elizaveta Kovina Ekaterina Potapova Anastasia Tikhanova Olga Zaruba Anna Karpova Ekaterina Sevostianova Elizaveta Kornienko Elizaveta Krylova (c) | 6.14,40  |
| Lättvikt                | |          | |          | |          |
| Singelsculler (LW1x)    | Alena Furman Belarus | 7.41,81  | Gianina Beleagă Rumänien | 7.45,80  | Claire Bové Frankrike | 7.48,79  |
| Dubbelsculler (LW2x)    | Italien Valentina Rodini Federica Cesarini | 6.58,66  | Storbritannien Emily Craig Imogen Grant | 6.59,56  | Nederländerna Marieke Keijser Ilse Paulis | 7.01,13  |
| Pararodd                | |          | |          | |          |
| Singelsculler (PR1 W1x) | Birgit Skarstein Norge | 10.22,06 | Moran Samuel Israel | 10.27,46 | Anna Sheremet Ukraina | 10.46,66 |

### Mixade grenar i pararodd
| Gren                         | Guld                                                                                        | Guld    | Silver                                                                                | Silver  | Brons                                                                                      | Brons   |
| Dubbelsculler (PR2 Mix2x)    | Storbritannien Lauren Rowles Laurence Whiteley                                              | 8.08,41 | Nederländerna Annika van der Meer Corné de Koning                                     | 8.17,69 | Frankrike Perle Bouge Christophe Lavigne                                                   | 8.19,35 |
| Fyra med styrman (PR3 Mix4+) | Storbritannien Ellen Buttrick Giedre Rakauskaite James Fox Oliver Stanhope Erin Kennedy (c) | 6.52,14 | Frankrike Erika Sauzeau Antoine Jesel Rémy Taranto Margot Boulet Robin Le Barreau (c) | 7.05,26 | Ukraina Olexandra Polianska Dariia Kotyk Stanislav Samoliuk Maksym Zhuk Yuliia Malasai (c) | 7.12,84 |

## Medaljtabell
*   Värdland ( Italien)
| Nr                   | Nation               | Guld | Silver | Brons | Totalt |
| -------------------- | -------------------- | ---- | ------ | ----- | ------ |
| 1                    | Storbritannien       | 5    | 4      | 3     | 12     |
| 2                    | Italien*             | 3    | 3      | 2     | 8      |
| 3                    | Nederländerna        | 2    | 4      | 3     | 9      |
| 4                    | Rumänien             | 2    | 4      | 0     | 6      |
| 5                    | Ungern               | 2    | 0      | 0     | 2      |
| 6                    | Frankrike            | 1    | 2      | 2     | 5      |
| 7                    | Tyskland             | 1    | 1      | 2     | 4      |
| 8                    | Irland               | 1    | 1      | 0     | 2      |
| 9                    | Ukraina              | 1    | 0      | 2     | 3      |
| 10                   | Ryssland             | 1    | 0      | 1     | 2      |
| 11                   | Belarus              | 1    | 0      | 0     | 1      |
| 11                   | Kroatien             | 1    | 0      | 0     | 1      |
| 11                   | Norge                | 1    | 0      | 0     | 1      |
| 14                   | Danmark              | 0    | 1      | 0     | 1      |
| 14                   | Israel               | 0    | 1      | 0     | 1      |
| 14                   | Litauen              | 0    | 1      | 0     | 1      |
| 17                   | Polen                | 0    | 0      | 2     | 2      |
| 18                   | Estland              | 0    | 0      | 1     | 1      |
| 18                   | Moldavien            | 0    | 0      | 1     | 1      |
| 18                   | Schweiz              | 0    | 0      | 1     | 1      |
| 18                   | Serbien              | 0    | 0      | 1     | 1      |
| 18                   | Spanien              | 0    | 0      | 1     | 1      |
| Totalt (22 nationer) | Totalt (22 nationer) | 22   | 22     | 22    | 66     |